# Plopi (okręg Vaslui)
Plopi – wieś w Rumunii, w okręgu Vaslui, w gminie Bunești-Averești. W 2011 roku liczyła 290 mieszkańców.